# Paris–Nizza 2013
Die 71. Rad-Fernfahrt Paris–Nizza fand vom 3. bis zum 10. März 2013 statt. Das Etappenrennen gehört der UCI WorldTour an und war innerhalb dieser das zweite Rennen nach der Tour Down Under. Die Gesamtdistanz des Rennens betrug 1174 Kilometer. Wie im Jahr 2012 endete das Rennen mit einem Bergzeitfahren auf den Col d’Èze.

## Teilnehmer
| ProTeams AG2R La Mondiale (ALM) Team Argos-Shimano (ARG) Astana Pro Team (AST) Blanco (BLA) BMC Racing Team (BMC) Cannondale Pro Cycling (CAN) Euskaltel Euskadi (EUS) FDJ (FDJ) Garmin Sharp (GRS) Katusha (KAT) | Lampre-Merida (LAM) Lotto Belisol (LTB) Movistar (MOV) Omega Pharma-Quick Step (OPQ) Orica GreenEdge (OGE) RadioShack Leopard (RLT) Team Saxo-Tinkoff (TST) Sky ProCycling (SKY) Vacansoleil-DCM (VCD) |
| Professional Continental Teams Cofidis, Solutions Crédits (COF) Team Europcar (EUC) | IAM Cycling (IAM) Sojasun (SOJ) |

Startberechtigt waren die 19 ProTeams sowie die französischen Professional Continental-Mannschaften Cofidis, Team Europcar, Saur-Sojasun und das Schweizer Team IAM Cycling, die vom Veranstalter eine Wildcard erhielten. Unter den 184 Fahrern war mit Andreas Klöden nur einer der früheren Sieger am Start.

### Favoriten
Durch den Verzicht der meisten Top-Fahrer auf einen Start in diesem Jahr gab es zahlreiche Favoriten auf den Gesamtsieg. Im Kampf um das begehrte Maillot Jaune wurden Robert Gesink, Jakob Fuglsang, Tejay van Garderen, Ivan Basso, Mikel Nieve, Thomas De Gendt, Maxime Monfort und Denis Menschow als Favoriten genannt.

## Etappen
Wie im Vorjahr begann das „Rennen zur Sonne“ mit einem Prolog, welcher diesmal 15 km nordöstlich von Paris in Houilles durchgeführt wurde. Danach folgten zwei relativ flache Abschnitte Richtung Süden. Bei den beiden darauffolgenden Etappen mussten die Fahrer jeweils mehrere Berge im Zentralmassiv überqueren, bevor am 8. März die Königsetappe mit einer Bergankunft der 1. Kategorie auf dem Montagne de Lure endete. Mit der vorletzten Etappe erreichten die Fahrer Nizza. Wie im Vorjahr wurde das Rennen durch ein Bergzeitfahren auf den Col d’Èze entschieden.

### Etappenübersicht
| Etappe | Tag      | Start–Ziel                      | Typ         | km    | Etappensieger    | Gelbes Trikot   |
| ------ | -------- | ------------------------------- | ----------- | ----- | ---------------- | --------------- |
| P      | 3. März  | Houilles – Houilles             |             | 02,9  | Damien Gaudin    | Damien Gaudin   |
| 1.     | 4. März  | Saint-Germain-en-Laye – Nemours | Flachetappe | 195   | Nacer Bouhanni   | Nacer Bouhanni  |
| 2.     | 5. März  | Vimory – Cérilly                | Flachetappe | 200,5 | Marcel Kittel    | Elia Viviani    |
| 3.     | 6. März  | Châtel-Guyon – Brioude          | Hügeletappe | 170   | Andrew Talansky  | Andrew Talansky |
| 4.     | 7. März  | Brioude – Saint-Vallier         | Bergetappe  | 199,5 | Michael Albasini | Andrew Talansky |
| 5.     | 8. März  | Suze-la-Rousse – Sisteron       | Bergetappe  | 176   | Richie Porte     | Richie Porte    |
| 6.     | 9. März  | Manosque – Nizza                | Bergetappe  | 220   | Sylvain Chavanel | Richie Porte    |
| 7.     | 10. März | Nizza – Col d’Èze               |             | 09,6  | Richie Porte     | Richie Porte    |

## Wertungen im Tourverlauf
Zeitgutschriften für die Gesamtwertung gab es für die ersten drei Fahrer bei Zielankünften (10, 6 und 4s) und Zwischensprints (3, 2 und 1s).
Punkte für die Sprintwertung gab es bei Zielankünften für die ersten 20 Fahrer (25, 22, 20, 18, 16, 15, 14, 13, 12, 11, 10, 9, 8, 7, 6, 5, 4, 3, 2, 1) und bei Zwischensprints für die ersten drei Fahrer (3, 2, 1).
Je nach Schwierigkeit des Anstiegs wurde an den Gipfeln der Berge eine unterschiedliche Anzahl an Punkten für die Bergwertung vergeben: 1. Kategorie (10, 8, 6, 4, 3, 2 und 1), 2. Kategorie (7, 5, 3, 2, 1) und 3. Kategorie (4, 2, 1).
Um das weiße Trikot des besten Jungprofis kämpften alle Fahrer die nach dem 1. Januar 1988 geboren wurden.
Für die Teamwertung wurde die Zeit der besten drei Fahrer eines Teams bei jeder Etappe addiert.
Die Tabelle zeigt den Führenden in der jeweiligen Wertung nach der jeweiligen Etappe an.
| Etappe | Gesamtwertung   | Grünes Trikot    | Bergwertung       | Nachwuchswertung | Teamwertung             |
| ------ | --------------- | ---------------- | ----------------- | ---------------- | ----------------------- |
| P      | Damien Gaudin   | Damien Gaudin    | nicht vergeben    | Wilco Kelderman  | Omega Pharma-Quick Step |
| 1      | Nacer Bouhanni  | Sylvain Chavanel | Bert-Jan Lindeman | Nacer Bouhanni   | Omega Pharma-Quick Step |
| 2      | Elia Viviani    | Elia Viviani     | Bert-Jan Lindeman | Elia Viviani     | Omega Pharma-Quick Step |
| 3      | Andrew Talansky | Elia Viviani     | Martijn Keizer    | Andrew Talansky  | Astana Pro Team         |
| 4      | Andrew Talansky | Elia Viviani     | Johann Tschopp    | Andrew Talansky  | Astana Pro Team         |
| 5      | Richie Porte    | Andrew Talansky  | Johann Tschopp    | Andrew Talansky  | Katusha                 |
| 6      | Richie Porte    | Sylvain Chavanel | Johann Tschopp    | Andrew Talansky  | Katusha                 |
| 7      | Richie Porte    | Sylvain Chavanel | Johann Tschopp    | Andrew Talansky  | Katusha                 |
| Sieger | Richie Porte    | Sylvain Chavanel | Johann Tschopp    | Andrew Talansky  | Katusha                 |

## Rennverlauf und Ergebnis

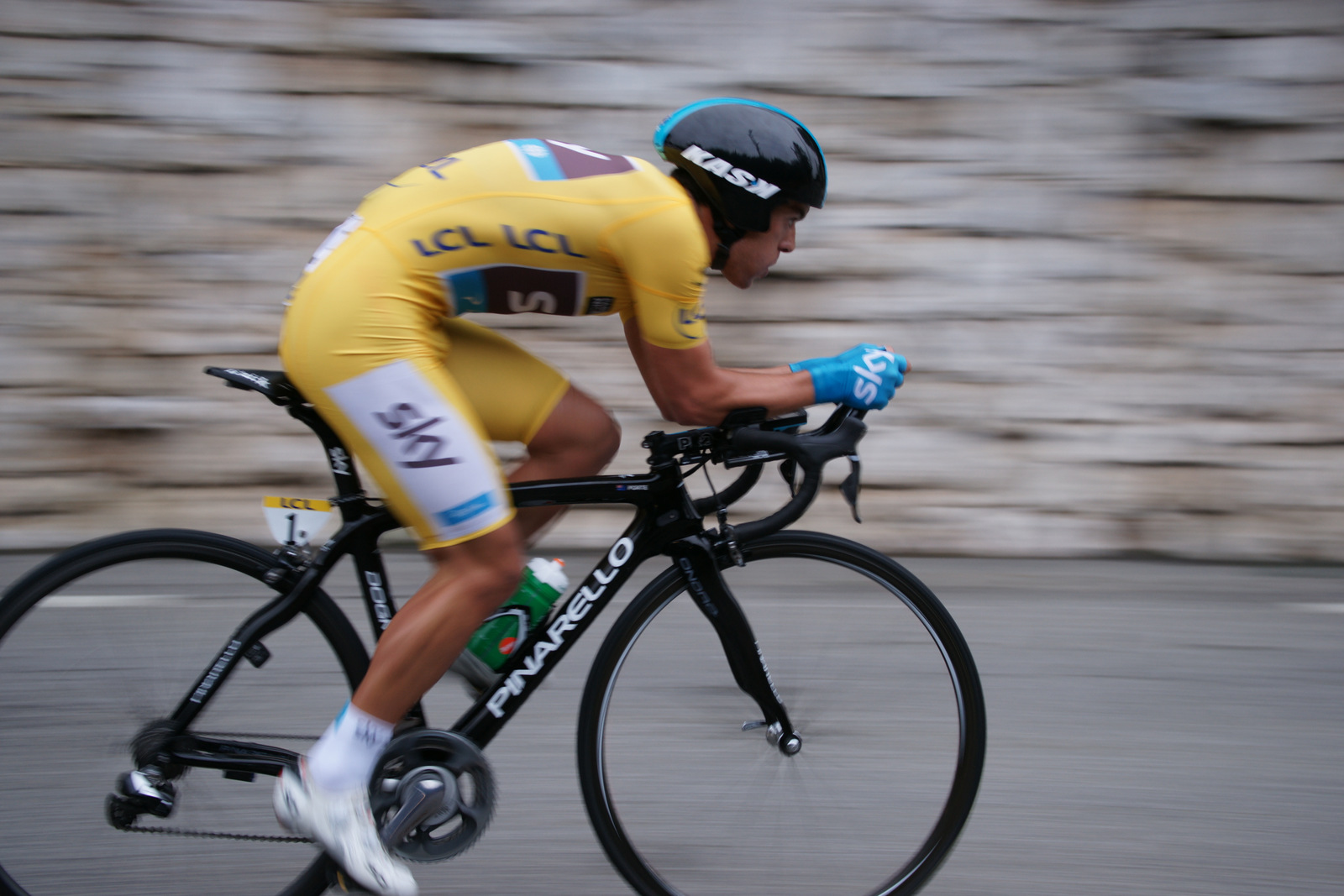
Richie Porte im gelben Trikot auf der letzten Etappe beim Bergzeitfahren

Richie Porte war der erste australische Sieger von Paris–Nizza. Wie im Vorjahr kam der Sieger aus dem  britischen SKY-Team. Durch den Sieg der 5. Etappe auf dem Montagne de Lure konnte der Australier das Gelbe Trikot von Andrew Talansky erobern, welches er bis zum Schluss nicht mehr abgab. Am Schlussanstieg der 5. Etappe versuchte Talansky sich mehrfach erfolglos von der Gruppe mit den Favoriten abzusetzen. Als Porte ca. 1,5 km vor dem Ziel attackierte konnte kein Fahrer mehr folgen und er gewann die Etappe mit 26 Sekunden Vorsprung auf den Russen Denis Menschow. Durch den Sieg in Nizza auf der 6. Etappe konnte Sylvain Chavanel das Grüne Trikot erobern, welches er bis zum Schluss verteidigen konnte. Er setzte sich im Zielsprint des 59 Fahrer umfassenden Hauptfeldes gegen Philippe Gilbert durch. Das abschließende Bergzeitfahren auf den Col d’Èze gewann Richie Porte, der sich damit auch den Gesamtsieg sicherte. Talansky wurde sowohl auf dem Col d’Èze als auch in der Gesamtwertung Zweiter. Außerdem war er bester Nachwuchsfahrer der Fernfahrt. Dominik Nerz erreichte als bester Deutscher in dieser Wertung mit einem Rückstand von 1:38 Minuten den 6. Platz. Die Bergwertung konnte Johann Tschopp vom Schweizer Continental Team IAM Cycling für sich entscheiden. Bester Deutscher war der Sieger von 2000 Andreas Klöden mit einem Rückstand von 2:22 Minuten auf Rang 9.

## Nachweise
1. ↑  Paris - Nizza - Kletterpartie zur Sonne (Memento des Originals vom 5. März 2013 im Internet Archive)  Info: Der Archivlink wurde automatisch eingesetzt und noch nicht geprüft. Bitte prüfe Original- und Archivlink gemäß Anleitung und entferne dann diesen Hinweis. auf de.eurosport.yahoo.com vom 2. März 2013, abgerufen am 6. März 2013
2. ↑  Porte fährt Talansky aus dem Gelben Trikot radsport-news.com vom 8. März 2013
3. ↑  Chavanel sprintet Gilbert nieder radsport-news.com vom 9. März 2013
4. ↑  Porte wie Wiggins vor einem Jahr radsport-news.com vom 10. März 2013